# ジャパネットコミュニケーションデザイン
株式会社ジャパネットコミュニケーションデザインは、PRや宣伝、映像・グラフィック制作を担っていた株式会社ジャパネットホールディングスの子会社である。2023年6月に、リージョナルエックス長崎（リージョナルエックスながさき）に社名変更している。

## 概要
2020年（令和2年）3月2日設立。ジャパネットメディアクリエーションから広告制作、イベント企画、番組制作業務を分離独立して設立された。
当初は、BS放送開局に向けた準備も担当した が、2020年（令和2年）12月に設立されたジャパネットブロードキャスティングに引き継がれた。全日本テレビ番組製作社連盟の正会員社。
また、スポーツ・地域創生イベントの運営部門については、2023年（令和5年）6月にリージョナルエックス長崎に社名変更して承継している。

## 制作番組
ジャパネットメディアクリエーションは、2019年（令和元年）11月29日にがBS放送に係る衛星基幹放送業務認定を受けた ことから、開局に向けた「自社」制作番組の制作を始めた。ジャパネットコミュニケーションデザインの設立後は同社に、ジャパネットブロードキャスティング設立後は同社に、番組制作業務が引き継がれた。
- 勝野ファミリーが行く 極上の地中海クルーズ旅〜シチリア・マルタ編〜 - 2019年（令和元年）11月21日にBSテレ東で放送。全1回[8][9]。
- 発見！こだわりレストラン〜長崎編〜 - 2019年（令和元年）12月5日にBSテレ東で放送。全1回[7][10]。
- マニアックな人々！ - 2020年（令和2年）2月20日からBSテレ東で放送[11][12]。全2回。
- 為末大の今だから聞きたいこと - 2020年（令和2年）4月16日からBSテレ東で放送。全5回[13][14][15][16][17]。
- 今だからロングブレス - 2020年（令和2年）4月25日からBSテレ東で放送[18][19]。全2回。
- 激アツ故郷プレゼンバラエティ お国自慢を聞いてくれ！- 2020年（令和2年）5月14日からBSテレ東で放送[20][21]。全3回。
- 美文字になれば人生変わる!? - 2020年（令和2年）6月27日からBSテレ東で放送[22][23]。全3回。
- ニッポンお宝ヒストリー 追求人 - 2020年（令和2年）7月23日にBSテレ東で放送[24][25]。
- キャシーの思い出クッキング - 2020年（令和2年）6月20日からBSテレ東で放送。全2回[26][27][28]。
- みんなの知らない富士山 - 2020年（令和2年）8月27日にBSテレ東で放送[29][30]。
- にっぽん手仕事遺産〜未来に残したい職人の技と想い〜 - 2020年（令和2年）9月17日にBSテレ東で放送[31][32]。
- 白熱！ゴルフ下克上！ - 2020年（令和2年）9月24日からBSテレ東で放送。全3回[33][34][35][注 1]。
- 地域創生のカギ〜イナズマロックフェス〜 - 2020年（令和2年）10月24日にBSテレ東で放送[36][37]。
- 集まれ！カラオケ大好きピープル 歌うま達が「小林幸子杯」で熱唱！ - 2020年（令和2年）10月29日からBSテレ東で放送[38][39]。全2回[40]。